# Mezek
Mezek je kříženec samice osla domácího (Equus asinus f. domestica) se samcem koně domácího (Equus caballus). Mezek je tedy mezidruhovým křížencem a vzhledem k neodpovídajícímu si počtu chromozómů je téměř vždy neplodným. Mezčí hřebec je neplodný vždy, mezčí klisna může být ve výjimečných případech plodná.

## Kříženci oslů a koní
Takovíto kříženci mohou být velmi silní a odolní a s výhodou bývají využíváni k tahu nebo jako soumaři k přenášení těžkých nákladů.

## Přenesený význam slova
Slovo mezek se také používá v přeneseném významu (viz sousloví dřít jako mezek), někdy je užíváno i v pejorativním smyslu jako specifická nadávka pro omezeného nebo paličatého člověka (obdobně jako slovo osel). Československá stíhačka Avia S-199 si pro svou nespolehlivost (zejména kvůli poruchovosti motorů a řízení) vysloužila mezi piloty posměšné pojmenování Mezek nebo také Létající mezek.